# Trommeln der Wildnis
Trommeln der Wildnis ist ein US-amerikanischer Abenteuerfilm aus dem Jahr 1951 von William Berke mit Sabu, Lita Baron und H. B. Warner in den Hauptrollen.

## Handlung
Tipo Tairu ist der Herausforderer des amtierenden Boxweltmeisters im Leichtgewicht. Der Kampf soll in Washington D.C. stattfinden. Am Abend vor dem Kampf erhält er Besuch von seinem Bruder Tuana, dem König der Insel Numiti im Südchinesischen Meer. Tuana will Tipo überzeugen, mit ihm nach Numiti zurückzukehren und mit den US-Behörden Verträge für den Bau von Flugplätzen, Straßen und Häfen abzuschließen. Die kommunistische Opposition auf der Insel bekämpft diese Pläne. Wegen des bevorstehenden Weltmeisterschaftskampfes sagt Tipo ab. Beim Verlassen des Stadions mit seiner Verlobten Tania wird Tuana von einem Attentäter erschossen.
Tipo ist hin- und hergerissen zwischen seinen sportlichen Ambitionen und der Verantwortung für seine Heimat. Als sein Diener Rami Melodien aus der Heimat spielt, entscheidet er sich zur Rückkehr, um sich dort zum König krönen zu lassen. Tipos Manager Jimmy Purcell und sein Trainer Tex Shanty begleiten ihn zusammen mit dem Hausaffen Junior nach Numiti. Nach einer anstrengenden Reise erreichen Tipo und seine Freunde die Hauptstadt der Insel, Auraugo. Die Einwohner begrüßen ihn begeistert. Sein Vater Maou heißt ihn ebenso herzlich willkommen wie sein Cousin Rata, der die Könige in deren Abwesenheit vertritt. Der blinde Ratgeber Aruna überreicht dem neuen König als Geschenk einen tropischen Vogel mit der Warnung, ihn nicht aus dem Käfig zu lassen, da er sonst zu seinem Besitzer zurückkehrt.
Rata, der König Tuana ermorden ließ, will Numiti zum Kommunismus führen. Maou erklärt Tipo, dass sein Bruder wegen der Verträge mit den USA ermordet wurde und er nun auch in Gefahr sei. Am Abend der Krönung vergiftet Tania, Ratas Komplizin, einen zeremoniellen Trank. Maou beobachtet Tania und erklärt, dass der erste Schluck dem letzten Anführer der Insel gebühre, in diesem Fall Rata. Rata lässt den Becher „versehentlich“ fallen. Tipo wird unterdessen auf die Tänzerin Sari aufmerksam und folgt ihr nach draußen. Dort erinnert sie ihn, dass ihre Eltern ihre Hochzeit schon vor langer Zeit vereinbart hatten. Tipo hat nicht damit gerechnet, dass Sari auf ihn gewartet hat, woraufhin ihn Sari alleine lässt, im Glauben, er sei in eine andere Frau verliebt.
In der Versammlungshalle kommt es am nächsten Tag bei der Abstimmung über den Vertrag zu einem Patt. Die nächste Abstimmung soll am Abend stattfinden. Sari hört zufällig ein Gesprach zwischen Rata und Tania. Rata erklärt, dass ausländische Truppen Numiti einnehmen werden. Sie erzählt Maou davon, der daraufhin Rata zur Rede stellt und von dessen Komplizen, dem Spion Borodoff, erschossen wird. Am Nachmittag greifen die Truppen die Insel an. Tipo kann mit Sari, Rami, Tex, Jimmy und Junior in den Dschungel fliehen. Am nächsten Morgen verkünden Trommeln, dass Tipo Maou ermordet und die Angreifer ins Land gelassen habe. Im Dorf Taone werden sie von Aruna begrüßt, der ahnt, dass die Trommeln Lügen verbreiten. Er lässt Männer nach Taone kommen, um die Invasoren zu bekämpfen.
In Auraugo versucht Borodoff, die Versammlung zu überzeugen, nicht für den Vertrag zu stimmen. Seine Männer entführen Sari, um Tipo hervorzulocken. Tipo und Tex wollen Sari befreien, werden jedoch selber gefangen genommen. Im königlichen Büro werden sie festgehalten. Tipo befestigt eine Nachricht am Bein des tropischen Vogels und lässt ihn frei. Tatsächlich kehrt der Vogel zu Aruna zurück, der mit Jimmy seine Männer auf den Kampf vorbereitet. Zur gleichen Zeit soll der des Mordes an Maou beschuldigte Tipo als Beweis seiner Unschuld die Feuerprobe bestehen, indem er über glühende Steine geht. Während der Probe soll einer von Ramas Männern einen Giftpfeil auf Tipo schießen, doch Jimmy kann den Schuss verhindern. Tipo besteht die Probe unverletzt.
Zwischen den Insulanern und den ausländischen Soldaten kommt es zum Kampf. Um die Soldaten aus der Versammlungshalle zu holen, schickt Jimmy Junior mit einer Stinkbombe hinein. Die Soldaten ergeben sich, doch als Rami mit Verstärkung in Auraugo eintrifft, wird er von einem Heckenschützen getötet. Weitere kommunistische Soldaten erscheinen, die sich in den Wäldern und Feldern versteckt hielten. Tipo, Tex und Jimmy besiegen die Angreifer mit einem Maschinengewehr. Nachdem der Sieg gesichert ist, beobachten Tipo, Sari, die Insulaner und einige zwischenzeitlich eingetroffene US-Beamte die Ankunft von Schiffen im neuen Hafen von Numiti.

## Produktion

### Hintergrund
Gedreht wurde der Film ab dem 9. März 1951.

### Stab
Frank Paul Sylos oblag die künstlerische Leitung.

### Besetzung
In einer kleinen nicht im Abspann erwähnten Nebenrolle trat Hugh Beaumont auf.

## Veröffentlichung
Die Premiere des Films fand am 22. Juni 1951 statt. In der Bundesrepublik Deutschland kam er am 27. Juni 1953 in die Kinos.

## Kritiken
Das Lexikon des internationalen Films schrieb: „Naiver Abenteuerfilm der zweiten Garnitur mit viel Exotik und hymnisch gefeiertem Fortschrittsgeist.“
Der Kritiker des TV Guide sah einen Routine-Actionfilm, dessen banale Geschichte stumpfsinnig zur Auflösung laufe mit der Hilfe einiger sehr müden komödiantischen Versuche.